# Oekraïense voetbalbond
De Federatsija Foetboloe Oekrajiny (FFOe) (Oekraïens: Федерація футболу України (ФФУ)) is de Oekraïense voetbalbond. De FFOe organiseert de Vysjtsja Liha, de Persja Liha en het bekertoernooi. De FFOe is ook verantwoordelijk voor het Oekraïens voetbalelftal.

## Nationale ploegen
- Oekraïens voetbalelftal (mannen)
- Oekraïens voetbalelftal (vrouwen)
- Oekraïens voetbalelftal onder 21 (mannen)
- Oekraïens voetbalelftal onder 17 (vrouwen)
- Oekraïens zaalvoetbalteam (mannen)
- Oekraïens zaalvoetbalteam (vrouwen)

Albanië · 
Andorra · 
Armenië · 
Azerbeidzjan · 
België · 
Bosnië-Herzegovina · 
Bulgarije · 
Cyprus · 
Denemarken · 
Duitsland · 
Engeland · 
Estland · 
Faeröer · 
Finland · 
Frankrijk · 
Georgië · 
Gibraltar · 
Griekenland · 
Hongarije · 
Ierland · 
IJsland · 
Israël · 
Italië · 
Kazachstan · 
Kosovo · 
Kroatië · 
Letland · 
Liechtenstein · 
Litouwen · 
Luxemburg · 
Malta · 
Moldavië · 
Montenegro · 
Nederland · 
Noord-Ierland · 
Noord-Macedonië · 
Noorwegen · 
Oekraïne · 
Oostenrijk · 
Polen · 
Portugal · 
Roemenië · 
Rusland · 
San Marino · 
Schotland · 
Servië · 
Slovenië · 
Slowakije · 
Spanje · 
Tsjechië · 
Turkije · 
Wales · 
Wit-Rusland · 
Zweden · 
Zwitserland
FFOe · A-internationals · Bondscoaches · Statistieken · Oekraïens vrouwenelftal · Olympisch elftal · Oekraïne U21 · Oekraïne U20 · Oekraïne U19 · Oekraïne U18 · Oekraïne U17 · Oekraïne U16
1992 – 1999 · 
2000 – 2009 · 
2010 – 2019 · 
2020 – 2029
EK's: 1992** · 
1996 · 
2000 · 
2004 · 
2008 · 
2012 · 
2016 · 
2020 · 
2024
WK's: 1994 · 
1998 · 
2002 · 
2006 · 
2010 · 
2014 · 
2018 ·
2022
1992 · 
1993 · 
1994 · 
1995 · 
1996 · 
1997 · 
1998 · 
1999 · 
2000 · 
2001 · 
2002 · 
2003 · 
2004 · 
2005 · 
2006 · 
2007 · 
2008 · 
2009 · 
2010 · 
2011 · 
2012 · 
2013 · 
2014 · 
2015 ·
2016 ·
2017 ·
2018 ·
2019 ·
2020 ·
2021
Albanië ·
Andorra ·
Armenië ·
Azerbeidzjan ·
Bahrein ·
België ·
Bosnië en Herzegovina ·
Brazilië ·
Bulgarije ·
Canada ·
Chili ·
Costa Rica ·
Cyprus ·
Denemarken ·
Duitsland ·
Engeland ·
Estland ·
Faeröer ·
Finland · 
Frankrijk ·
Georgië ·
Griekenland ·
Hongarije ·
Ierland ·
IJsland ·
Iran ·
Israël ·
Italië ·
Japan ·
Joegoslavië ·
Kameroen · 
Kazachstan ·
Kosovo ·
Kroatië ·
Letland ·
Libië ·
Litouwen ·
Luxemburg ·
Malta ·
Marokko ·
Mexico ·
Moldavië ·
Montenegro ·
Nederland ·
Niger ·
Nigeria ·
Noord-Ierland ·
Noord-Macedonië ·
Noorwegen ·
Oezbekistan ·
Oostenrijk ·
Polen ·
Portugal ·
Roemenië ·
Rusland ·
San Marino ·
Saoedi-Arabië ·
Schotland ·
Servië ·
Servië en Montenegro ·
Slovenië ·
Slowakije ·
Spanje ·
Tsjechië ·
Tunesië ·
Turkije ·
Uruguay ·
Verenigde Arabische Emiraten ·
Verenigde Staten ·
Wales ·
Wit-Rusland ·
Zuid-Korea ·
Zweden ·
Zwitserland
Duitsland (2016) ·
Engeland (2012) · 
Engeland (2021) ·
Frankrijk (2012) · 
Italië (2006) · 
Nederland (2021) · 
Noord-Ierland (2016) · 
Noord-Macedonië (2021) · 
Oostenrijk (2021) · 
Saoedi-Arabië (2006) ·
Spanje (2006) ·
Tunesië (2006) ·
Zweden (2012) · 
Zweden (2021) · 
Zwitserland (2006)
** = Onder de naam Gemenebest van Onafhankelijke Staten